# Liste der Bodendenkmäler in Kollnburg
Auf dieser Seite sind die Bodendenkmäler in der niederbayerischen Gemeinde Kollnburg zusammengestellt. Diese Tabelle ist eine Teilliste der Liste der Bodendenkmäler in Bayern. Grundlage ist die Bayerische Denkmalliste, die auf Basis des Bayerischen Denkmalschutzgesetzes vom 1. Oktober 1973 erstmals erstellt wurde und seither durch das Bayerische Landesamt für Denkmalpflege geführt wird. Die folgenden Angaben ersetzen nicht die rechtsverbindliche Auskunft der Denkmalschutzbehörde.

## Bodendenkmäler in Kollnburg
| Lage                   | Objekt | Akten-Nr.     | Bild           |
| ---------------------- | --- | ------------- | -------------- |
| Kollnburg (Standort)   | Burgstall des Mittelalters. | D-2-6943-0008 |                |
| Altaitnach (Standort)  | Mittelalterlich-frühneuzeitliche Hofwüstung im Bereich der Einöde Altaitnach. | D-2-6943-0072 |                |
| Altaitnach (Standort)  | Archäologische Befunde des Mittelalters und der frühen Neuzeit im Bereich der abgegangenen Kirche St. Maria Magdalena in Altaitnach, darunter die Spuren von Vorgängerbauten bzw. älteren Bauphasen. | D-2-6943-0073 |                |
| Böhmersried (Standort) | Mittelalterlich-frühneuzeitlicher Erdstall. | D-2-6943-0076 |                |
| Kagermühle (Standort)  | Mittelalterlich-frühneuzeitliche Wüstung Kagermühle. | D-2-6943-0095 |                |
| Kagermühle (Standort)  | Neuzeitliche Hofwüstung Bach. | D-2-6943-0096 |                |
| Oed (Standort)         | Mittelalterlich-frühneuzeitliche Hofwüstung im Bereich des Weilers Oed. | D-2-6943-0098 |                |
| Kollnburg (Standort)   | Archäologische Befunde des Mittelalters und der frühen Neuzeit im Bereich der Burgruine Kollnburg. Untertägige Befunde des Mittelalters und der frühen Neuzeit im Bereich der katholischen Pfarrkirche Hl. Dreifaltigkeit, ehemalige Schlosskapelle, in Kollnburg, darunter die Spuren von Vorgängerbauten bzw. älteren Bauphasen. | D-2-6943-0111 | weitere Bilder |